# Dietzenrode-Vatterode
Dietzenrode-Vatterode est une commune allemande située dans l'arrondissement d'Eichsfeld en Thuringe.

## Géographie

Situation de la commune (en rouge) dans l'arrondissement

Dietzenrode-Vatterode est située dans le sud-ouest de l'arrondissement. La commune fait partie de la Communauté d'administration d'Uder, elle est composée des deux villages de Dietzenrode et Vatterode, elle se trouve à 12 km au sud-ouest de Heilbad Heiligenstadt, le chef-lieu de l'arrondissement. 

## Histoire
La première mention écrite du village de Dietzenrode date de 1256 et de 1331 pour celui de Vattaerode.
Dietzenrode a appartenu à l'Électorat de Mayence jusqu'en 1802 et à son incorporation à la province de Saxe dans le royaume de Prusse (district d'Erfurt, Arrondissement d'Heiligenstadt (de)). Le village de Vatterode fut intégré au district de Cassel (arrondissement de Witzenhausen (de)) dans la province de Hesse-Nassau. 
À la suite de l'accord de Wanfried (de), Vatterode fut inclus dans la zone d'occupation soviétique après la Seconde Guerre mondiale avant de rejoindre le district d'Erfurt en RDA jusqu'en 1990. 
En 1950, les deux communes de Dietzenrode et de Vatterode fusionnèrent pour former la nouvelle commune de Dietzenrode-Vatterode.

## Démographie
| 1910 | 1933 | 1939 | 1995 | 2000 | 2005 | 2010 |
| ---- | ---- | ---- | ---- | ---- | ---- | ---- |
| 225, | 231, | 203, | 147  | 146  | 143  | 140  |